# Wrotycz

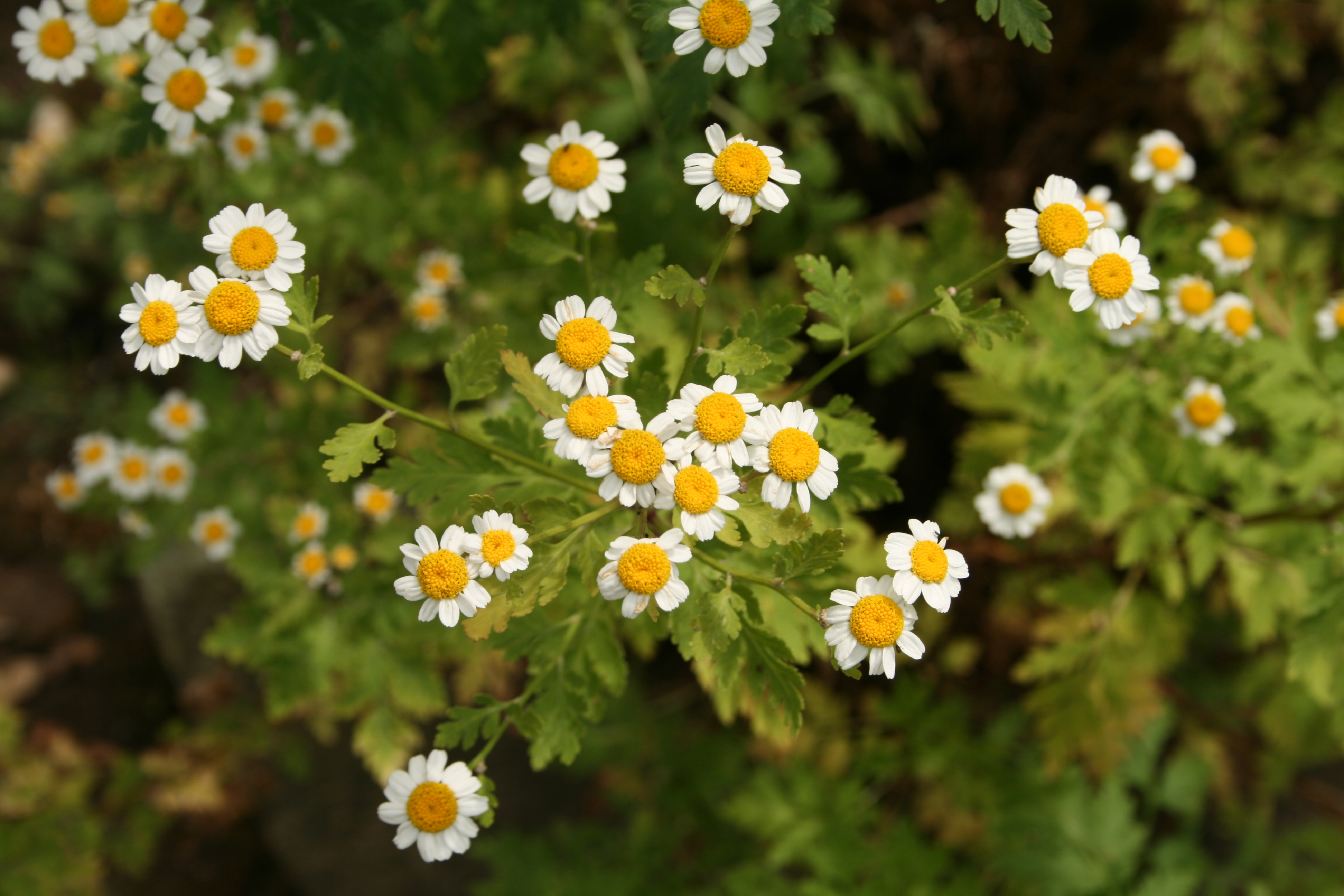
Wrotycz maruna

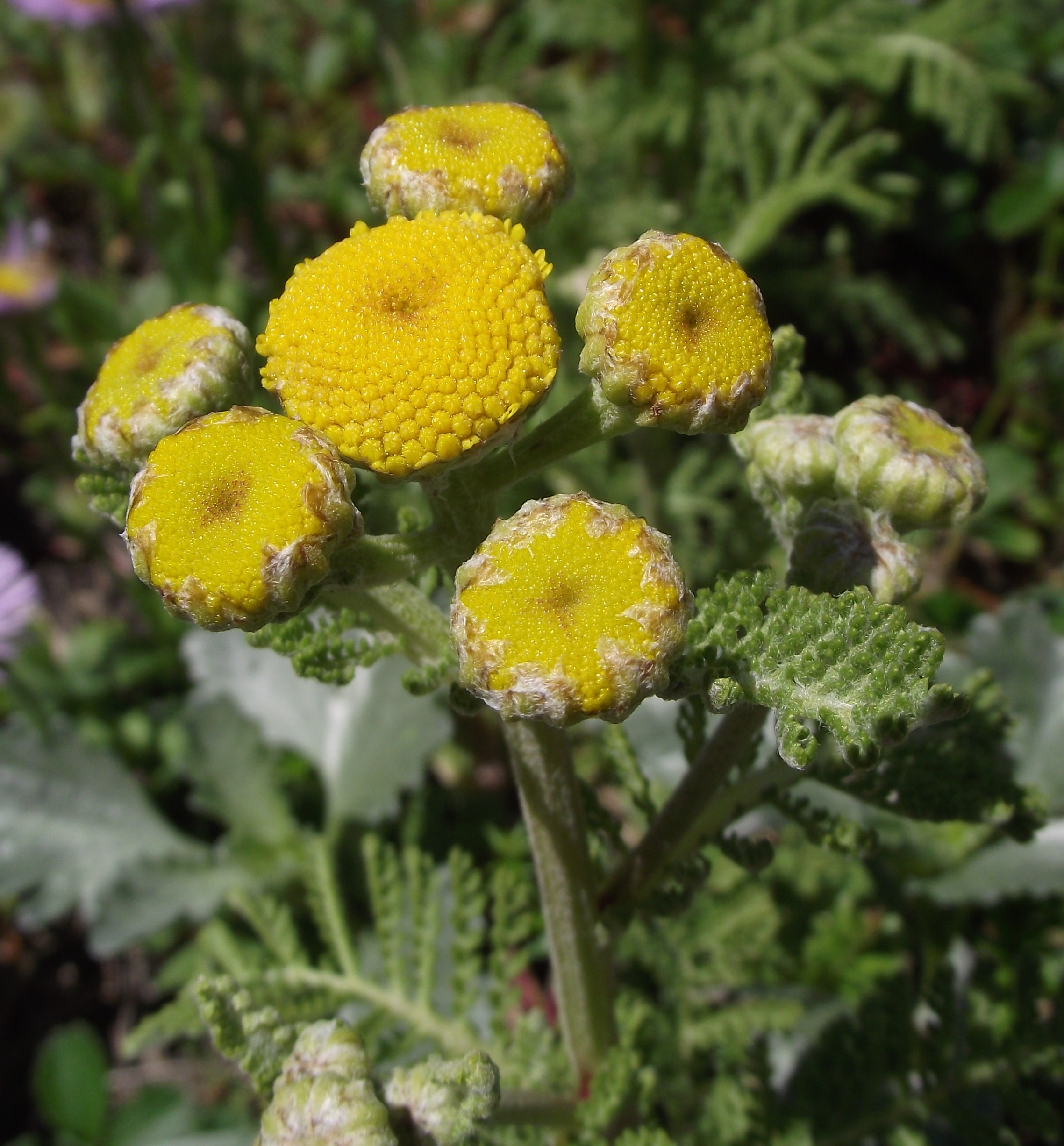
Tanacetum bipinnatum

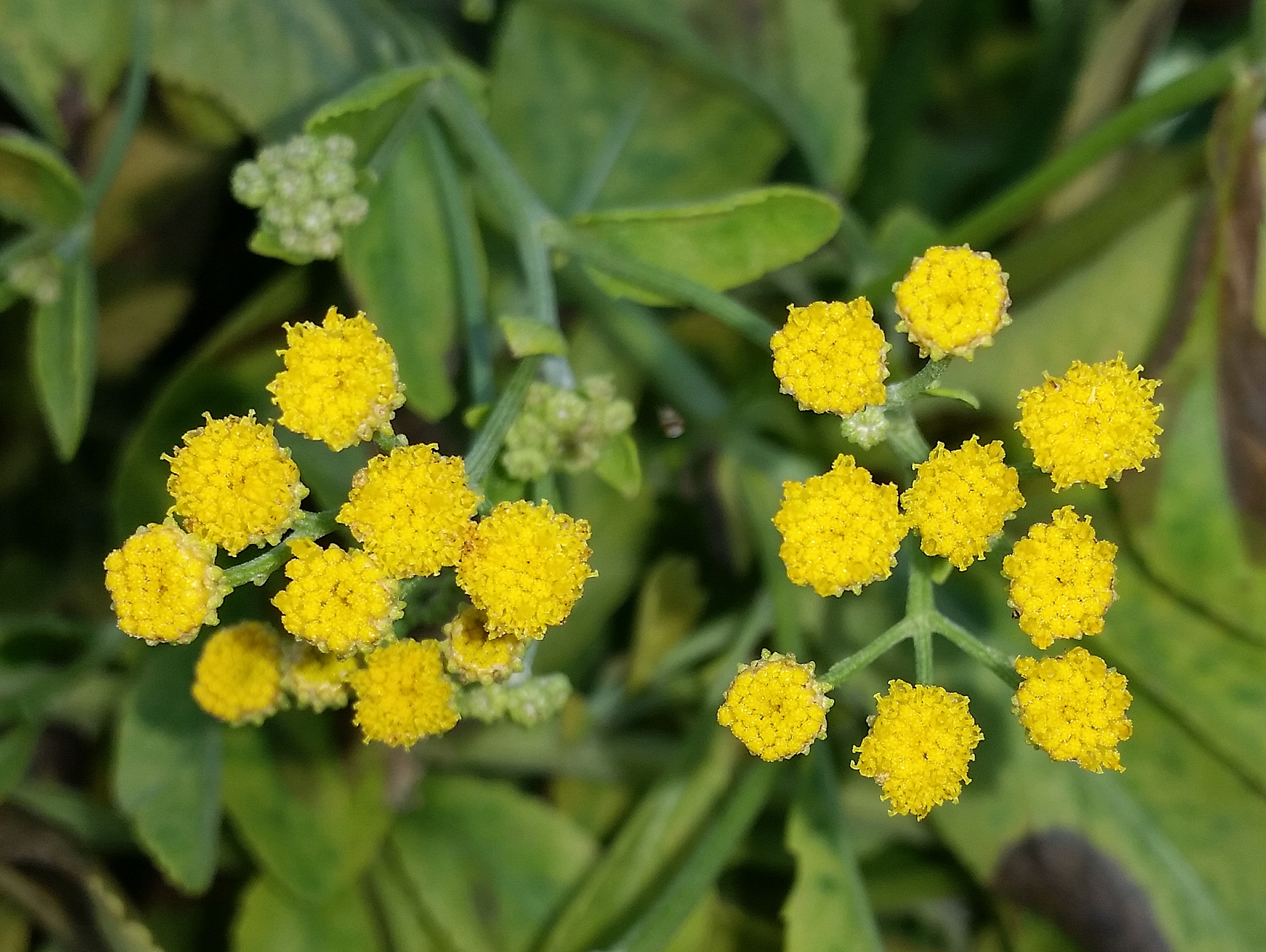
Wrotycz balsamiczny

Wrotycz (Tanacetum L.) – rodzaj roślin z rodziny astrowatych. Obejmuje ok. 140–160 gatunków. Rośliny te występują w strefie umiarkowanej półkuli północnej – w Europie, północnej Afryce, Azji oraz w Ameryce Północnej. W Polsce jako gatunki rodzime rosną: wrotycz baldachogroniasty T. corymbosum i wrotycz pospolity T. vulgare, natomiast jako zdziczałe i zadomowione: wrotycz maruna T. parthenium i wrotycz marunolistny T. parthenifolium. Rośliny z tego rodzaju rosną jako introdukowane w południowej części Ameryki Północnej, w Ameryce Południowej, w południowej Azji, w Australii i Nowej Zelandii oraz we wschodniej Afryce.
Niektóre gatunki uprawiane są jako ozdobne (np. wrotycz maruna T. parthenium, wrotycz gęsty T. densum), wykorzystywane jako lecznicze i surowiec do pozyskania związków o działaniu insektobójczym (wrotycz starcolistny T. cinerariifolium).

## Morfologia

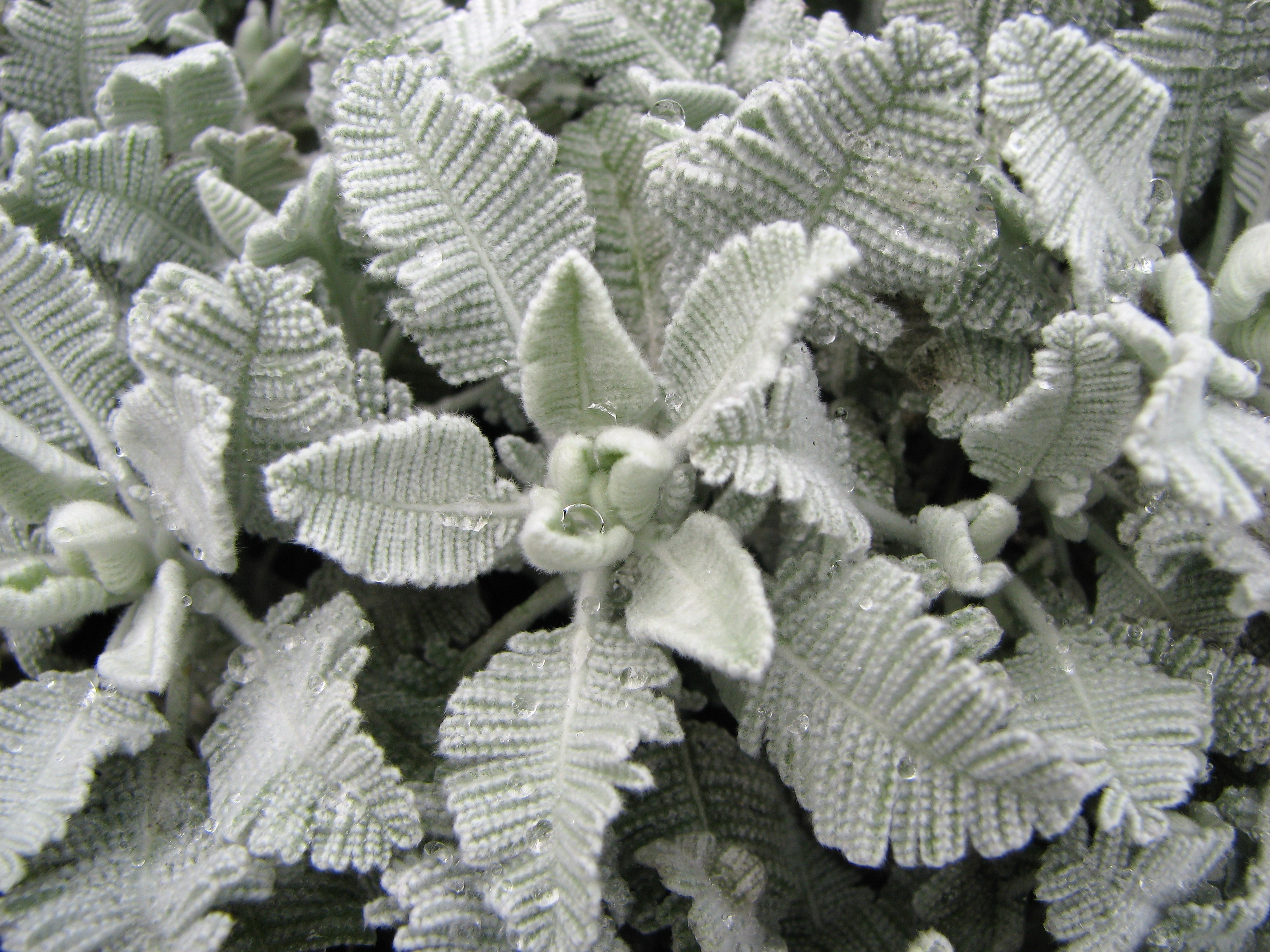
Wrotycz Haradjana

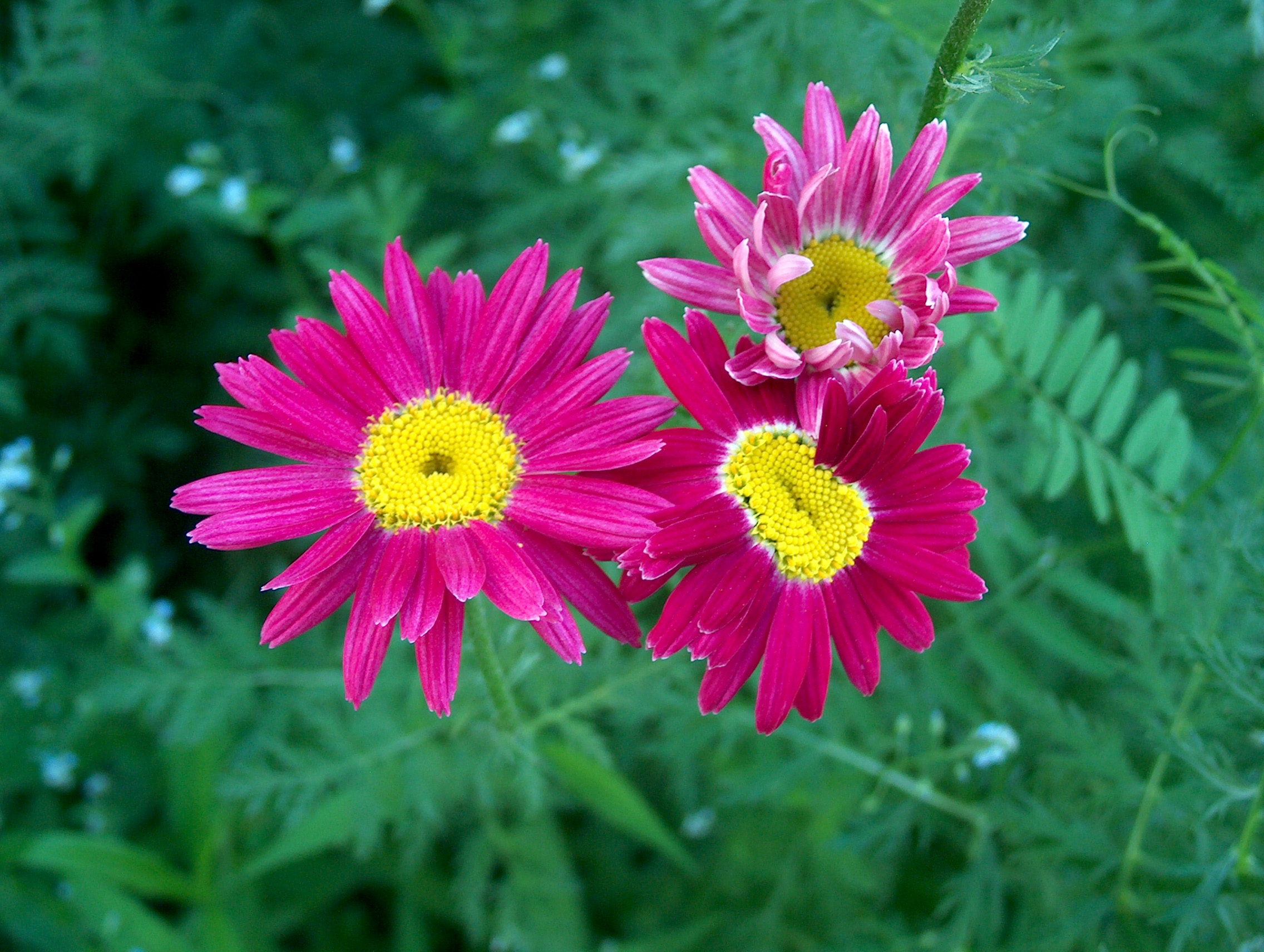
Wrotycz szkarłatny

PokrójZwykle aromatyczne i kłączowe byliny, rzadziej rośliny roczne i półkrzewy o pędach pojedynczych lub liczniejszych, wzniesionych, podnoszących się lub płożących, rozgałęziających się u nasady lub w części szczytowej (albo dwojako), owłosionych lub nagich, zwykle do 1 m wysokości.
LiścieSkrętoległe, rzadko odziomkowe, częściej łodygowe (czasem obu rodzajów), ogonkowe lub siedzące, o blaszkach w zarysie jajowatych do łopatkowatych i zazwyczaj podzielonych pierzasto 1–3-krotnie, na skraju całobrzegich, ząbkowanych lub karbowanych.
KwiatyZebrane w koszyczki kwiatowe czasem rozwijające się pojedynczo na szczytach gałązek, ale zazwyczaj tworzące baldachogroniaste kwiatostany złożone, często od góry ułożone w jednej płaszczyźnie (spłaszczone). Okrywy zwykle dzwonkowate, półkuliste lub miseczkowate, osiągają od kilku do kilkudziesięciu mm średnicy. Listki okrywy ułożone są w kilku rzędach i jest ich kilkadziesiąt, mają nierówną długość i na brzegu są łuskowate. Dno koszyczka jest płaskie, półkuliste lub stożkowate, bez plewinek. Kwiatów języczkowatych na brzegu koszyczka czasem brak, zwykle wyrastają w jednym lub dwóch rzędach. Są żeńskie i płodne. Ich korona ma barwę białą lub czerwoną, rzadko żółtą. Kwiaty rurkowate są liczne, obupłciowe, z koroną żółtą, zwieńczoną 5 trójkątnymi łatkami.
OwoceWydłużone, kanciaste (z 5–10 żebrami) lub zaokrąglone na przekroju niełupki, gładkie lub gruczołowate, puch kielichowy w postaci łusek lub zupełnie zredukowany.

## Systematyka
Pozycja systematyczna

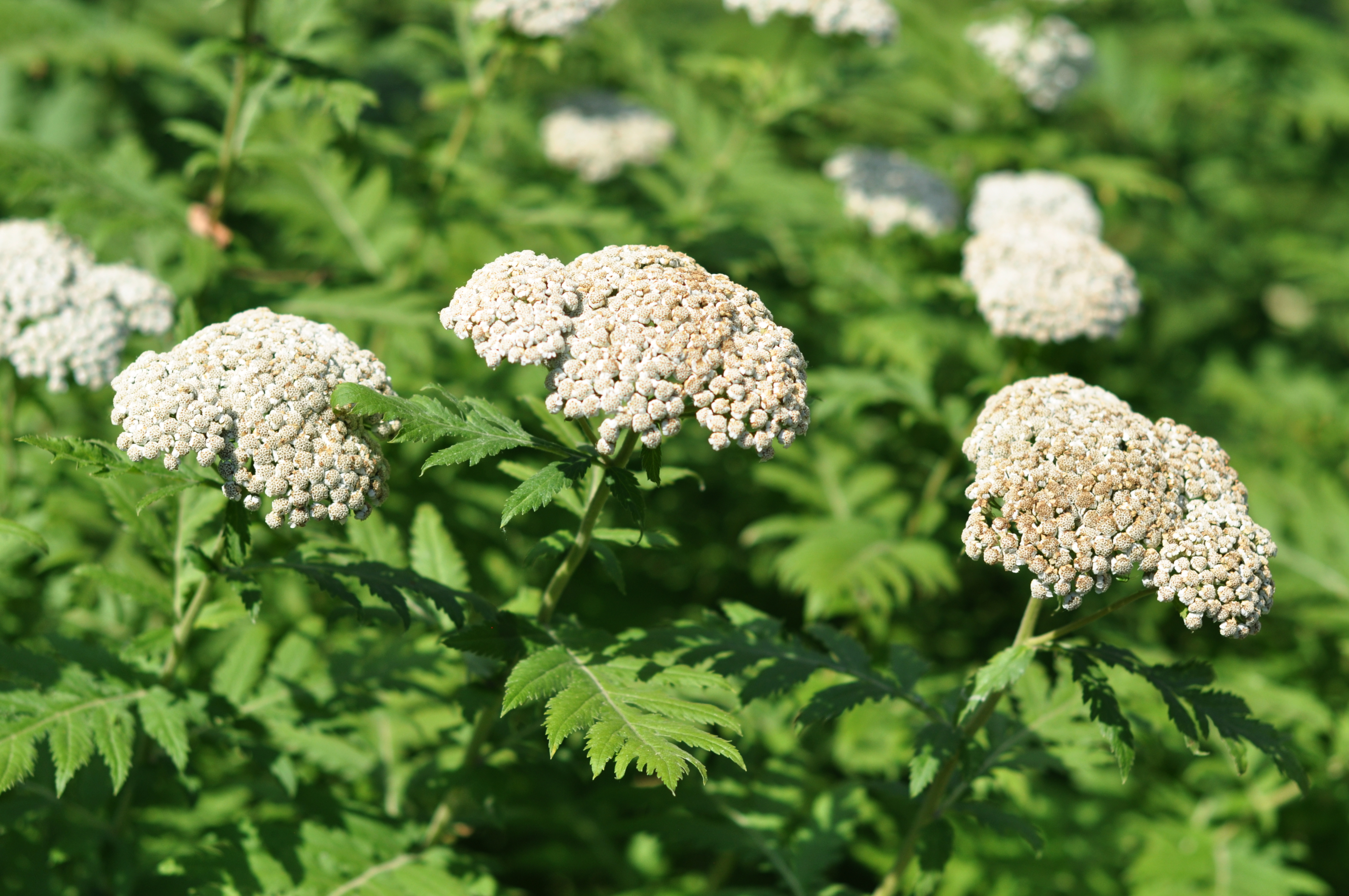
Wrotycz wielkolistny

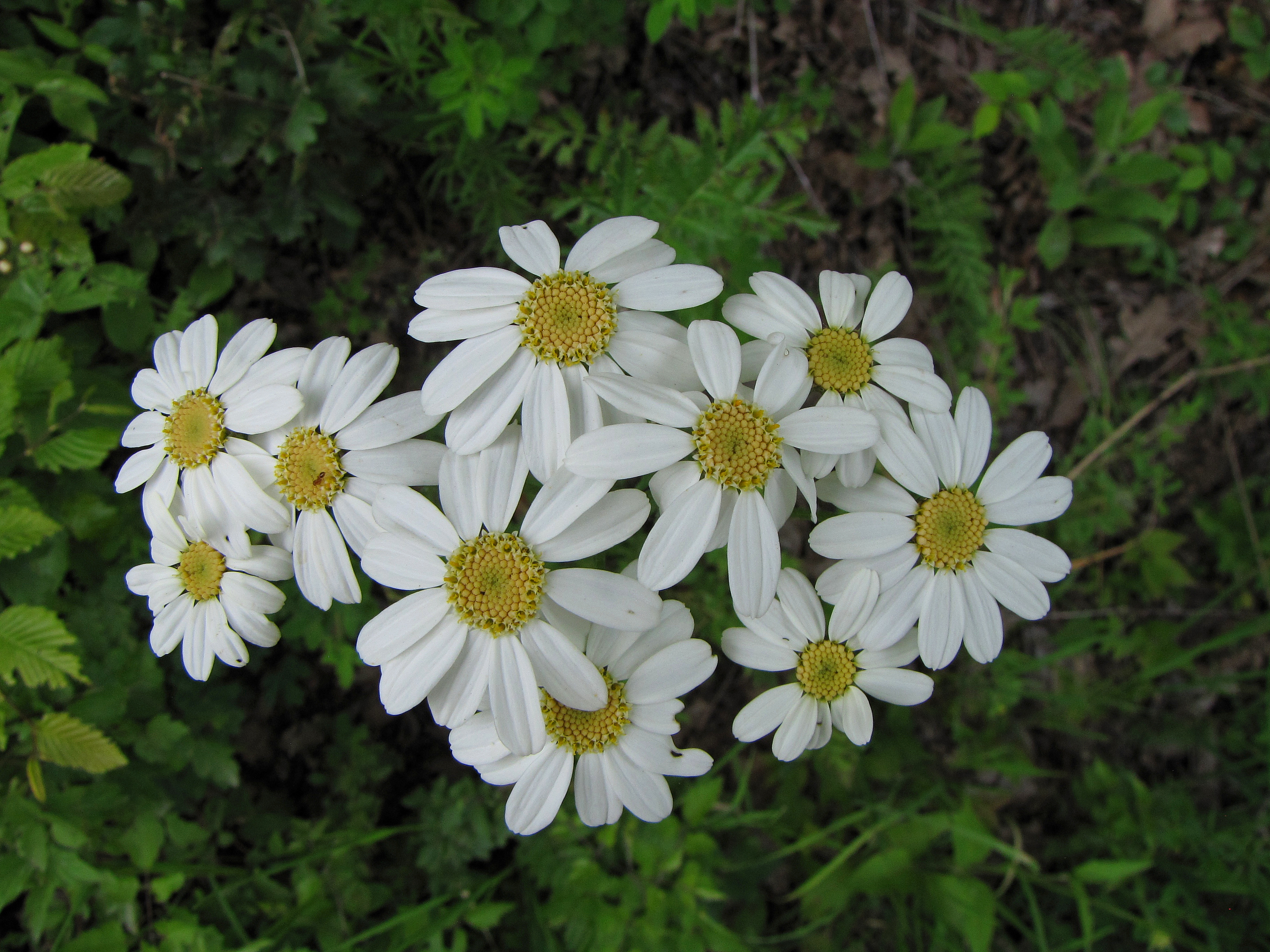
Wrotycz baldachogroniasty

Rodzaj z podplemienia Anthemidinae, plemienia Anthemideae, podrodziny Asteroideae i rodziny astrowatych Asteraceae.
Wykaz gatunków
- Tanacetum abrotanifolium (L.) Druce – wrotycz bylicolistny
- Tanacetum abrotanoides K.Bremer & Humphries
- Tanacetum achilleifolium (M.Bieb.) Sch.Bip.
- Tanacetum akinfiewii (F.N.Alex.) Tzvelev
- Tanacetum alatavicum Herder
- Tanacetum albanicum (Markgr.) Barina
- Tanacetum albipannosum Hub.-Mor. & Grierson
- Tanacetum alyssifolium (Bornm.) Grierson
- Tanacetum annuum L.
- Tanacetum archibaldii Podlech
- Tanacetum argenteum (Lam.) Willd.
- Tanacetum armenum (DC.) Sch.Bip.
- Tanacetum artemisioides Sch.Bip. ex Hook.f.
- Tanacetum atkinsonii (C.B.Clarke) Kitam.
- Tanacetum aucheri DC.
- Tanacetum aucherianum (DC.) Sch.Bip.
- Tanacetum audibertii DC.
- Tanacetum aureum (Lam.) Greuter, M.V.Agab. & Wagenitz
- Tanacetum bachtiaricum Mozaff.
- Tanacetum balsamita L. – wrotycz balsamiczny[7], w. bełżyna[11]
- Tanacetum balsamitoides Sch.Bip.
- Tanacetum baltistanicum Podlech
- Tanacetum bamianicum Podlech
- Tanacetum barclayanum DC.
- Tanacetum bipinnatum Sch.Bip.
- Tanacetum budjnurdense (Rech.f.) Tzvelev
- Tanacetum cadmeum (Boiss.) Heywood
- Tanacetum canescens DC.
- Tanacetum cappadocicum (DC.) Sch.Bip.
- Tanacetum changaicum (Krasch. ex Grubov) K.Bremer & Humphries
- Tanacetum chitralense (Podlech) K.Bremer & Humphries
- Tanacetum cilicium (Boiss.) Grierson
- Tanacetum cinerariifolium (Trevis.) Sch.Bip. – wrotycz starcolistny
- Tanacetum coccineum (Willd.) Grierson – wrotycz szkarłatny
- Tanacetum corymbiforme (Tzvelev) K.Bremer & Humphries
- Tanacetum corymbosum (L.) Sch.Bip. – wrotycz baldachogroniasty
- Tanacetum crassipes (Stschegl.) Tzvelev
- Tanacetum daghestanicum (Boiss.) Chandjian
- Tanacetum densum (Labill.) Sch.Bip. – wrotycz gęsty
- Tanacetum depauperatum (Post) Grierson
- Tanacetum dumosum Boiss.
- Tanacetum eginense (Hausskn. ex Bornm.) Grierson
- Tanacetum elbursense Mozaff.
- Tanacetum emodi R.Khan
- Tanacetum erzincanense Korkmaz, Kandemir & Ilhan
- Tanacetum falconeri Hook.f.
- Tanacetum galae (Popov) Nevski
- Tanacetum germanicopolitanum (Bornm. & Heimerl) Grierson
- Tanacetum ghoratense Podlech
- Tanacetum gracilicaule (Rouy) Franco
- Tanacetum griffithii (C.B.Clarke) Muradyan
- Tanacetum haradjanii (Rech.f.) Grierson – wrotycz Haradjana
- Tanacetum haussknechtii (Bornm.) Grierson
- Tanacetum heterotomum (Bornm.) Grierson
- Tanacetum hissaricum (Krasch.) K.Bremer & Humphries
- Tanacetum hololeucum (Bornm.) Podlech
- Tanacetum joharchii Sonboli & Kaz.Osaloo
- Tanacetum karelinii Tzvelev
- Tanacetum kaschgarianum K.Bremer & Humphries
- Tanacetum kelleri (Krylov & Plotn.) Takht.
- Tanacetum kittaryanum (C.A.Mey.) Tzvelev
- Tanacetum kotschyi (Boiss.) Grierson
- Tanacetum krylovianum (Krasch.) K.Bremer & Humphries
- Tanacetum lanuginosum Sch.Bip. & Herder
- Tanacetum larvatum (Pant.) Hayek
- Tanacetum leptophyllum (Steven ex M.Bieb.) Sch.Bip. – wrotycz delikatny
- Tanacetum macrocephalum Pamp.
- Tanacetum macrophyllum (Waldst. & Kit.) Sch.Bip. – wrotycz wielkolistny
- Tanacetum marionii (Albov) K.Bremer & Humphries
- Tanacetum maymanense Podlech
- Tanacetum microphyllum DC.
- Tanacetum mikeschinii (Tzvelev) Takht.
- Tanacetum millefolium (L.) Tzvelev – wrotycz wielolistny
- Tanacetum mindshelkense Kovalevsk.
- Tanacetum mucroniferum Hub.-Mor. & Grierson
- Tanacetum mucronulatum (Hoffmanns. & Link) Heywood
- Tanacetum munzurdaghensis Yıld.
- Tanacetum musilii (Velen.) Soldano
- Tanacetum nitens (Boiss. & Noë) Grierson
- Tanacetum nivale Sch.Bip.
- Tanacetum niveum (Lag.) Sch.Bip.
- Tanacetum nuristanicum Podlech
- Tanacetum odessanum (Klokov) Tzvelev
- Tanacetum oltense (Sosn.) Grierson
- Tanacetum oxystegium (Sosn.) Grierson
- Tanacetum paczoskii (Zefir.) Tzvelev
- Tanacetum pakistanicum Podlech
- Tanacetum paleaceum Podlech
- Tanacetum paradoxum Bornm.
- Tanacetum partheniifolium (Willd.) Sch.Bip. – wrotycz marunolistny
- Tanacetum parthenium (L.) Sch.Bip. – wrotycz maruna
- Tanacetum petrareum (C.Shih) K.Bremer & Humphries
- Tanacetum peucedanifolium (Sosn.) K.Bremer & Humphries
- Tanacetum pinnatum Boiss.
- Tanacetum polycephalum Sch.Bip.
- Tanacetum porphyrostephanum (Rech.f.) K.Bremer & Humphries
- Tanacetum poteriifolium (Ledeb. ex Nordm.) Grierson
- Tanacetum praeteritum (Horw.) Heywood
- Tanacetum pulchellum (Turcz. ex DC.) Sch.Bip.
- Tanacetum pulchrum (Ledeb.) Sch.Bip.
- Tanacetum punctatum (Desr.) Grierson
- Tanacetum richterioides (C.Winkl.) K.Bremer & Humphries
- Tanacetum robustum Hook.f. & Thomson ex C.B.Clarke
- Tanacetum roylei (DC.) Podlech
- Tanacetum salsugineum Podlech
- Tanacetum sanguineum (Parsa) Parsa
- Tanacetum santolina C.Winkl.
- Tanacetum saryarkense Kamelin
- Tanacetum saxicola (Krasch.) Tzvelev
- Tanacetum scopulorum (Krasch.) Tzvelev
- Tanacetum sericeum (Adams) Sch.Bip.
- Tanacetum silaifolium (Steven ex DC.) Sch.Bip.
- Tanacetum silvicola Podlech
- Tanacetum sinaicum (Fresen.) Delile ex K.Bremer & Humphries
- Tanacetum sipikorense (Bornm.) Grierson
- Tanacetum sonbolii Mozaff.
- Tanacetum songaricum (Tzvelev) K.Bremer & Humphries
- Tanacetum sorbifolium (Boiss.) Grierson
- Tanacetum stapfianum (Rech.f.) Podlech
- Tanacetum stoliczkae (C.B.Clarke) R.Khan
- Tanacetum tabrisianum (Boiss.) Sosn. & Takht.
- Tanacetum tanacetoides (DC.) Tzvelev
- Tanacetum tarighii Sonboli
- Tanacetum tatsienense (Bureau & Franch.) K.Bremer & Humphries
- Tanacetum tenuissimum (Trautv.) Grossh.
- Tanacetum tirinense Podlech
- Tanacetum tomentellum (Boiss.) Grierson
- Tanacetum transiliense Herder
- Tanacetum tricholobum (Sosn. ex Manden.) Chandjian
- Tanacetum trifoliolatum Podlech
- Tanacetum ulutavicum Tzvelev
- Tanacetum uniflorum (Fisch. & C.A.Mey. ex DC.) Sch.Bip.
- Tanacetum vahlii DC.
- Tanacetum vulgare L. – wrotycz pospolity
- Tanacetum yabrudae (Mouterde) Charpin & Dittrich
- Tanacetum zahlbruckneri (Nábělek) Grierson
- Tanacetum zangezuricum Chandjian

## Zastosowanie
Niektóre gatunki ze względu na swoje efektowne kwiatostany i liście są uprawiane jako ogrodowe rośliny ozdobne. W zależności od gatunku są w Polsce całkowicie, lub częściowo odporne na mróz. Najlepiej rosną w pełnym słońcu, na przepuszczalnych glebach. Do częściej uprawianych w ogrodach (nie tylko w Polsce) gatunków należą: wrotycz szkarłatny T. coccineum, wrotycz maruna T. parthenium, wrotycz starcolistny T. cinerariifolium. Różne gatunki wykorzystywane są jako rośliny aromatyczne i lecznicze. Liście wrotycza balsamicznego T. balsamita służą do aromatyzowania Ale. Koszyczki wrotycza maruny wykorzystywane są jako lek przeciwgorączkowy i przeciwbólowy przy bólach migrenowych i menstruacyjnych. Wrotycz baldachogroniasty T. corymbosum dostarcza oleju o działaniu przeciwbakteryjnym. Szeroko wykorzystywany jest wrotycz pospolity T. vulgare do aromatyzowania potraw, jako roślina kosmetyczna, lecznicza, do wykonywania aborcji.